# Adèle de Glaubitz
Adèle de Glaubitz, née le 1er février 1797 à Strasbourg et morte le 8 janvier 1858 est une religieuse fondatrice des sœurs de la Croix de Strasbourg en 1843 et qui deviendra en 1992 l’association Adèle de Glaubitz.

## Biographie
Adèle de Glaubitz est née en 1797 au château de Kogenheim, juste après la Révolution française. Son père Crétien-Frédéric de Glaubitz (1759-?) est issue d'une famille noble originaire de la Silésie. Elle grandit à Strasbourg et est touchée par la misère qui l’entourait, elle conçut le projet d’une œuvre ayant pour but d’instruire et d’éduquer les jeunes filles indigentes «l’Œuvre des Jeunes Servantes catholiques» (1835).
L’œuvre grandit ; de nombreuses personnes y participèrent apportant leur contribution active. 
Amenée progressivement à l’idée qu’en attachant l’œuvre à une communauté religieuse, elle permettrait de la pérenniser, Adèle de Glaubitz prononça ses vœux en 1848 et fonda la Congrégation des Sœurs de la Croix, dont elle fut la première supérieure générale. Elle marqua de son empreinte la nouvelle communauté en lui inculquant les grands principes évangéliques qui furent désormais ceux d’une longue lignée : authenticité, compassion et douceur, humilité et simplicité de cœur. 

## Association Adèle de Glaubitz
En 1992, faute de vocations religieuses, la congrégation des Soeurs de la Croix a fait le choix de créer l'association Adèle de Glaubitz pour transférer son activité sociale et médico-sociale. L'Association Adèle de Glaubitz développe des programmes complexes et innove dans les domaines des déficiences intellectuelles et sensorielles, de l'autisme, du polyhandicap, des handicaps rares, de la grande dépendance et de la protection de l'enfance.  
Aujourd'hui, elle accueille plus de 2 000 personnes dans 38 établissements  en Alsace. Très attachée à son éthique, l'Association Adèle de Glaubitz fonde son engagement sur le respect de la personne, dans son individualité et son mystère, son droit à la vie, sa dignité et sa liberté. Elle construit, reconstruit, adapte, modernise, améliore ses modes d’intervention. Pour chaque personne, elle a l'audace de croire au possible !